# Pruhounovití (paprskoploutví)
Pruhounovití (Pholidichthyidae) jsou čeleď mořských paprskoploutvých ryb s rozšířením od jihozápadních Filipín až po Šalomounovy ostrovy.
Vzhledem připomínají úhoře, ačkoli s nimi nejsou příbuzní. Tělo je protáhlé, s redukovanými šupinami, ocasní ploutev spolu s řitní a hřbetní ploutví splývají v lem. Břišní ploutve bývají posazeny pod prsními ploutvemi, někdy jen mírně před nimi.

## Systematika
Za popisnou autoritu pruhounovitých je pokládán americký biolog David Starr Jordan (1896). Vědecké jméno Pholidichthyidae vychází z řeckého pholis, -idos (= šupina) a ichthys (= ryba). Čeleď zahrnuje pouze dva žijící druhy v jediném rodě:
- Pholidichthys Bleeker, 1856
  - Pholidichthys anguis Springer & Larson, 1996 – pruhoun hadovitý;
  - Pholidichthys leucotaenia Bleeker, 1856 – pruhoun bělopásý.

Paprskoploutvé ryby z čeledi pruhounovití nemohou být zaměňovány se žraloky stejného jména – s čeledí Proscylliidae.
V rámci tradiční systematiky bývají pruhounovití klasifikováni ve sběrném a nepřirozeném řádu ostnoploutvých (Perciformes). Databáze FishBase je k únoru 2025 sdružuje společně s vrubozubcovitými (Cichlidae) v rámci řádu Cichliformes. Benitez & kol. (2018) odkazují na několik studií z let 2013–2018, které podporovaly sesterský vztah obou skupin. Předchozí systematika však byla sporná a například ještě 5. vydání respektované ichtyologické monografie Fishes of the World z roku 2016 uvádí postavení pruhounovitých jako „velmi nejisté“, ačkoli i autoři této publikace respektují hypotézu Cichliformes.